# Mihály Babits
Mihály Babits (Szekszárd, 26 novembre 1883 – Budapest, 4 agosto 1941) è stato un poeta ungherese.
Babits Mihály (in ordine ungherese) fu un importante traduttore e uno dei poeti più rilevanti nella letteratura ungherese della prima metà del Novecento. È ricordato anche per il suo saggio Storia della letteratura europea.

## Biografia
Il padre Babits Mihály era giudice, la madre Kelemen Auróra era una persona molto colta, amante della letteratura. Babits studiò a Budapest, poi a Pécs presso il liceo Nagy Lajos dei cistercensi; dopo l'esame di maturità si iscrisse alla facoltà di lettere e filosofia dell'Università Loránd Eötvös di Budapest. Studiò grammatica e letteratura ungherese e francese, poi cambiò quest'ultima passando al latino.
All'università conobbe gli altri famosi poeti ungheresi come Gyula Juhász e Dezső Kosztolányi.
Le sue prime poesie furono scritte dopo l'inizio del secolo, ma non furono pubblicate.
Tra 1906 e 1908 insegnò ai licei di Baja, Szekszárd, Budapest e Seghedino. Lavorò quindi a Fogaras (Transilvania) e infine a Budapest. Nel 1909 uscì il primo libro di poesie Levelek Iris koszorújából (Fogli dalla corona di Iris), poi il secondo (1911) Herceg, hátha meg jön a tél is (Principe, forse arriva anche l'inverno). Nel 1913 uscì il primo romanzo, il Gólyakalifa (Califfo cicogna).
Cominciò quindi a tradurre la Divina Commedia di Dante. Nel 1913 pubblicò l'Inferno (A Pokol), nel 1920 il Purgatorio (A Purgatórium), nel 1923 il Paradiso (A Paradicsom). Per queste traduzioni ricevette il premio di San Remo dallo Stato italiano.
A causa della sua poesia d'amore Játszottam a kezével (Ho giocato con le sue mani) venne licenziato con accusa di antipatriottismo nel 1915.
Il terzo libro di poesie uscì nel 1916 col titolo Recitativ. Lavorò per la rivista letteraria Nyugat, di cui divenne direttore nel 1929, e insegnò all'Università.
Nel 1921 sposò Tanner Ilona (conosciuta col nome di scrittrice Török Sophie); la coppia comprò una villa estiva ad Esztergom. In quel periodo il poeta era una figura essenziale nella vita culturale della città. La villa oggi è stata trasformata nel Museo di Babits. Nel 1933 uscì l'ultimo romanzo Elza pilóta, vagy a tökéletes társadalom (La pilota Elza, ovvero la società perfetta).
Già in questi anni soffriva di un cancro della laringe, la sua condizione di salute aumentò il pessimismo già esistente nella sua poetica. Morì nel 1941 a Budapest.

## Poetica

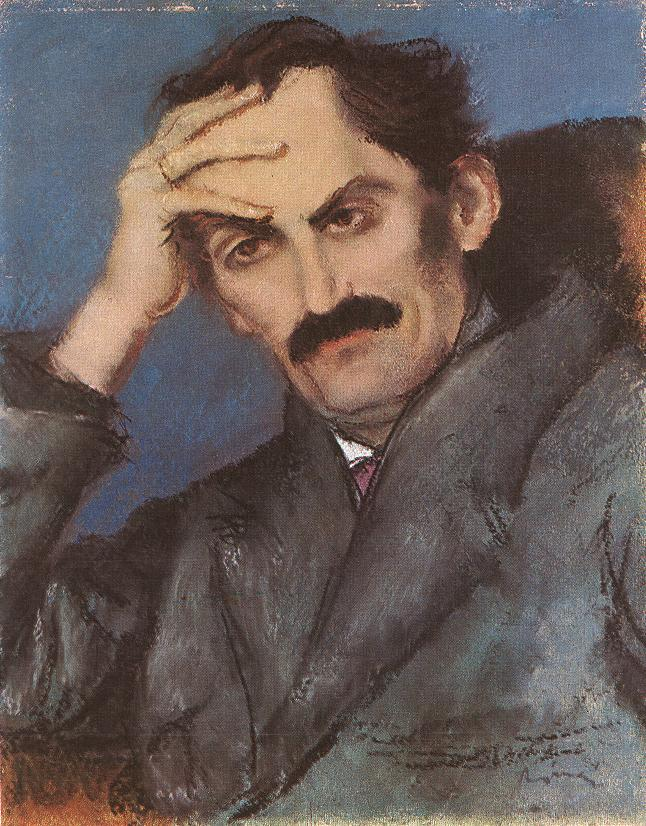
Ritratto da József Rippl-Rónai di Babits Mihály (1923)

Già due anni prima dell'esame di maturità, sperimentava la novella, il romanzo, e il dramma. Nonostante a 15 anni traducesse Julius Sturm e Heinrich Heine dal tedesco, in seguito prestò più attenzione ai poeti francesi ed inglesi. Detestava la poesia patriottica. Per molto tempo non volle pubblicare le sue poesie neanche su richiesta dei suoi amici. Voleva creare qualcosa di completamente nuovo nella poesia, abbandonando la forma religiosa e i modelli già provati. Grazie all'antologia Holnap e alla rivista Nyugat, venne conosciuto dal pubblico.
Nella sua poetica Babits distacca la poesia dagli eventi attuali della vita quotidiana, dalle esperienze vissute. A causa della prima guerra mondiale (e forse per lo studio del pensiero di Immanuel Kant) avvenne una svolta nella lirica di Babits. Fino a questo punto il poeta si occupava dell'uomo solo; nella sofferenza invece bisogna condividere il dolore con gli altri: questo pensiero guidò Babits verso la comunanza. Così nella sua poetica lentamente trova spazio anche la solidarietà sociale. Questo cambiamento si vede anche nella forma delle poesie. Dopo il 1920 scrisse sempre più poesie riguardo alla società. Poi per la ricerca di nuovi effetti la poetica venne sempre cambiata.

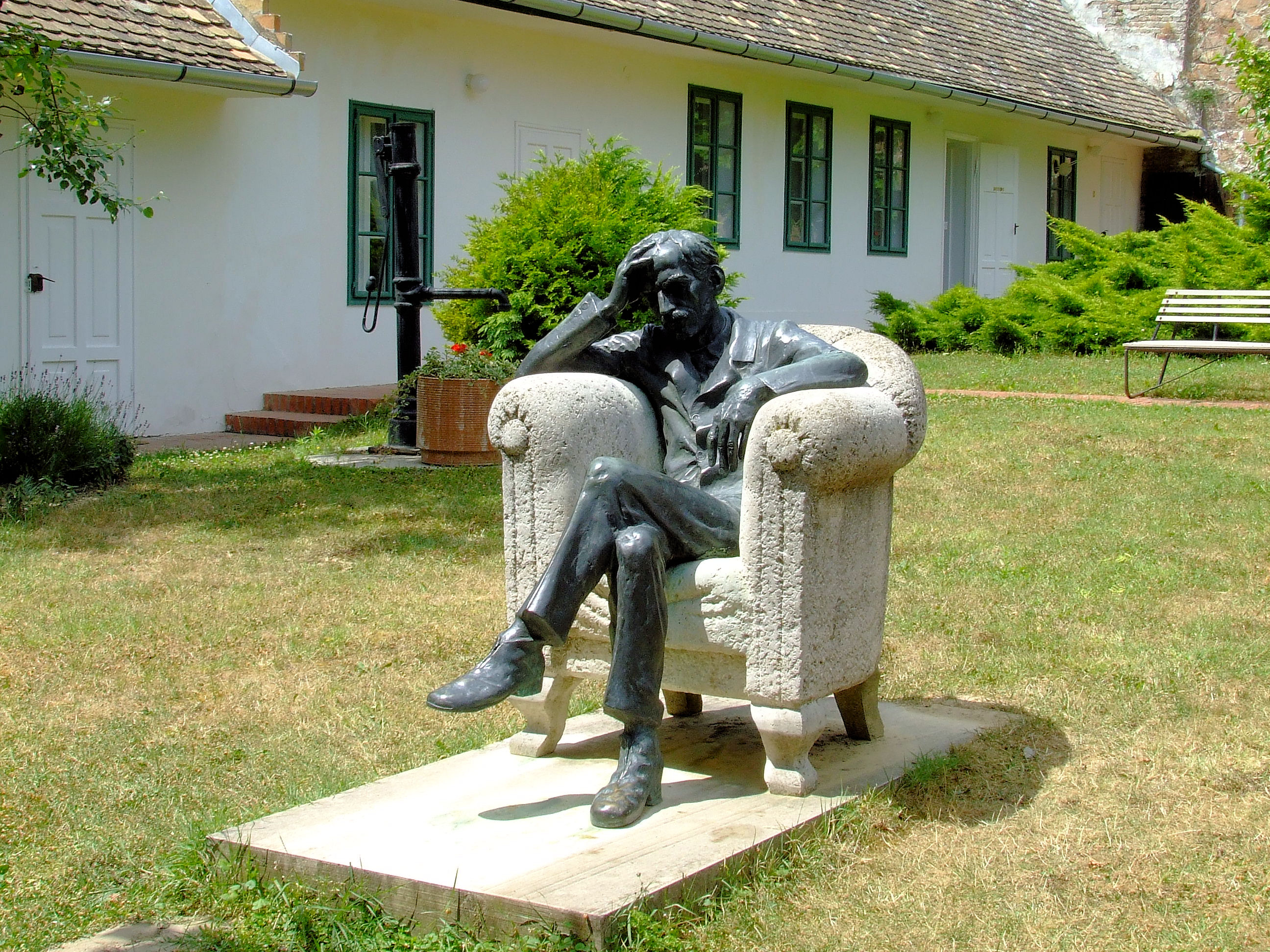
Statua del poeta seduto

Il matrimonio e la grave malattia di cui soffrì per tutta la vita forse contribuirono ad un altro cambiamento nei temi delle sue opere: la morale, il cattolicesimo. Babits proseguì in maniera discontinua i suoi esperimenti letterari con il genere del dramma e della prosa. Scrisse romanzi come Gólyakalifa (Califfo di cicogna), Kártyavár (Il castello di carte), Tímár Virgil fia (Il figlio di Timár Virgil), Elza pilóta (La pilota Elza), Halálfiai (I figli della morte).
Tradusse sia in poesia che in prosa opere di autori greci, rumeni, tedeschi, francesi, inglesi ed italiani.
Si occupò dei problemi della letteratura anche dal punto di vista teorico. Scrisse sulla letteratura antica e su quella contemporanea. Si occupò dei problemi sociali e delle questioni teoriche dell'opera d'arte. Scrisse anche delle opere filosofiche : Ágoston (Agostino), Bergson filozófiája (La filosofia di Bergson) , Kant és az örökbéke (Kant e la pace eterna). Si interessò anche al rapporto tra l'opera e la realtà.